# Фунчоза
Фунчо́за (дунг. 粉條子 фынтёзы II-I-II, 粉條兒 фынтёр II-I, кит. трад. 粉絲, упр. 粉丝, пиньинь fěnsī, палл. фэньсы, обиходные названия — «стеклянная, крахмальная, китайская лапша») — блюдо китайской, корейской, японской и других азиатских кухонь, которое готовится из сухой лапши (т. н. стеклянная лапша) с приправами из маринованного перца и джусая, моркови, редьки, лука и других овощей. Подаётся в горячем или холодном виде. Также может подаваться с грибами или с мясом (что характерно для корейской закуски чапчхэ).
В странах постсоветского пространства под фунчозой чаще всего понимают салат из лапши с овощами, специями и иногда мясом. Это блюдо стало популярным благодаря корё-сарам — этническим корейцам, проживавшим в СССР. История распространения блюда в регионе связана с миграцией корейцев, которые принесли с собой традиции приготовления крахмальной лапши. Однако привычный в СНГ вариант — острый салат с лапшой, с морковью, огурцами — сформировался именно в Центральной Азии во второй половине XX века.

## Стеклянная лапша
Стеклянную лапшу обычно получают из крахмала бобов мунг. Реже используется крахмал картофеля, маниока, канны, ямса. В современном производстве бобовый крахмал может заменяться на более дешёвый кукурузный крахмал.
Как правило, стеклянная лапша имеет в разрезе круглое сечение; диаметр разнится. Продается в сушеном виде. Используется в супах, салатах, жаренных во фритюре блюдах. Своё название «стеклянная лапша» получила из-за полупрозрачного вида, который приобретает после варки.
В России часто стеклянную лапшу ошибочно называют рисовой. В отличие от рисовой лапши, производимой из рисовой муки, которая после варки становится белой, почти неотличимой от спагетти, крахмальная лапша становится полупрозрачной, но менее устойчива к термической обработке.

## Использование в кулинарии
Две основные причины популярности фунчозы — универсальность использования и скорость приготовления. Готовая фунчоза может подаваться в горячем и в холодном виде, она прекрасно сочетается с любыми сортами мяса, рыбой, морепродуктами, грибами, овощами и т. п., входит в состав салатов, закусок, супов и вторых блюд, сочетается с огромным количеством приправ и соусов. Это сочетается с исключительно быстрым приготовлением: достаточно двух минут варки или просто залить кипятком на пять минут. Энергетическая ценность фунчозы такая же, как у других видов лапши (112 ккал на 100 г готовой лапши, 351 ккал на 100 г сухой лапши), она содержит большое количество сложных углеводов, не содержит глютена, а также богата витамином E и рядом микроэлементов.

## Недобросовестные производители
В 2004 году китайские контролирующие органы установили, что некоторые недобросовестные производители стеклянной лапши в городе Яньтай провинции Шаньдун использовали в качестве основного сырья кукурузный крахмал (как более дешёвое сырье по сравнению с традиционным крахмалом бобов мунг) с добавлением отбеливателей на основе свинца.
В 2006 году китайские власти снова проводили проверку, в результате которой опять были обнаружены запрещенные в Китае пищевые добавки (отбеливатели). При этом такая лапша шла не только на внутренний рынок, но и на экспорт. Производителям, нарушающим законы о пищевых добавках, было выдано предписание о прекращении деятельности.
В 2010 году Чешская государственная инспекция качества сельского хозяйства и продовольствия запретила импорт стеклянной лапши из КНР из-за превышения содержания алюминия (как показали лабораторные исследования, лапша содержала 142 мг/кг алюминия, тогда как максимально допустимое значение 10 мг/кг).
В России китайская лапша запрещалась многократно, но каждый раз запрет бывал снят после достижения компромисса с производителями. Последний раз она была временно запрещена ко ввозу («приостановлена») в 2021 году, по той же причине, что и прежде:  из-за повышенного содержания канцерогенных добавок и других запрещённых компонентов, содержание которых в ряде случаев в пять раз превышало предельно допустимое, при том что на маркировке вообще отсутствовало упоминание о наличии этих ингредиентов.